# Батальоны просят огня (фильм)
«Батальоны просят огня» — телевизионный фильм по одноимённому роману Юрия Бондарева. Фильм снят к 40-летию Победы советского народа в Великой Отечественной войне.
Картина с незначительными отступлениями отображает содержание романа, в отличие от предыдущей экранизации — второй серии киноэпопеи «Освобождение» («Прорыв») 1969 года, которая была снята по тому же роману и частично отражает сюжет.
Известно, что большинство сцен боя снимались вблизи села Малополовецкое Фастовского района УССР (ныне Украина), где на берегах реки Собот строили целые съёмочные платформы. Часть сцен снимали в Седневе Черниговской области и в районе города Чернигов.

## Сюжет
Основа сюжета фильма — важный этап Великой Отечественной войны: форсирование советскими войсками Днепра в ходе летне-осенней кампании 1943 года, а именно — события на Букринском плацдарме южнее Киева.
Два батальона 85-го стрелкового полка под командованием майора Бульбанюка и капитана Максимова должны форсировать Днепр, чтобы южнее города Днепрова (вымышленное название) создать плацдарм в районе деревень Новомихайловка и Белохатка для последующего наступления дивизии — так была поставлена боевая задача. Батальонам был отдан приказ: укрепившись на плацдарме и завязав бой, подать сигнал дивизии «просим огня» — и вся дивизионная артиллерия нанесёт удар по противнику, а сама дивизия после артподготовки перейдёт в наступление. Поддержать батальоны во время переправы и завязывания боя должна батарея стрелкового полка полковника Гуляева, которой до ранения командовал капитан Ермаков. Но поскольку после предыдущей неудачной попытки переправы через Днепр из четырёх орудий в батарее осталось лишь два, для восполнения потерь из артполка был выделен взвод в составе двух орудий с расчётами под командованием лейтенанта Ерошина.
Таков был первоначальный план. Но командование внезапно меняет весь план наступления, приказав дивизии сняться с занимаемых позиций, переместиться севернее Днепрова и, соединившись с другой дивизией, которая недавно понесла большие потери в боях, атаковать город с севера. Уже вступившим в бой батальонам приказано не отступать — теперь их действия несут отвлекающий характер. Исполняя приказ командования, командир дивизии полковник Иверзев в срочном порядке отзывает все полки, в том числе и артиллерию, оставляя батальоны без огневой поддержки и тем самым обрекая их на верную гибель. Для поддержки батальонов на правом берегу остаются лишь два орудия той самой батареи, которой ранее командовал Ермаков, а после его ранения — старший лейтенант Кондратьев. Приказ батарее поддержать батальоны приходит слишком поздно, когда оба батальона оказываются в окружении. За это время они несколько раз подавали сигнал с просьбой огня, но огневой поддержки не получили.
С первых же минут боя теряется связь с батальонами. Поэтому у Кондратьева нет никаких сведений об их местоположении, из-за чего он не может открыть огонь. Вся батарея терпеливо ждёт приказа командира полка Гуляева, как только будут получены координаты от связистов. Тем временем батальоны окружены, немцы стягивают в район Новомихайловки всё больше и больше сил. Орудия, приданные батальонам, разбиты, лейтенант Ерошин гибнет, а капитан Ермаков с остатками артиллеристов приходит на КП батальона Бульбанюка, готовый командовать любым из подразделений пехоты. Но поскольку командир батальона Бульбанюк тяжело ранен, начальник штаба Орлов и капитан Ермаков вдвоём берут на себя командование батальоном. Когда становится очевидно, что поддержки огнём не будет, и помощи ждать неоткуда, оба командира и раненый Бульбанюк понимают, что батальон обречён. Тогда Ермаков приказывает ординарцу полковника Гуляева Жорке пройти по всем траншеям и сказать солдатам, что час назад началось долгожданное наступление дивизии. Ермаков идёт на эту ложь, чтобы до последнего сохранить в солдатах надежду. Орлов с группой бойцов отходит на фланг обороны, чтобы отразить атаку немецких танков на позицию батальона. Но танки всё же прорываются, и Орлов гибнет со всеми, кто был с ним. Тогда Ермаков решает выходить из окружения с оставшимися от всего батальона двумя десятками человек. К этому моменту Бульбанюк, понимая, что его батальон неизбежно погибнет, а его ранение смертельно, застрелился.
Тем временем командир батареи Кондратьев, устав ждать приказа, просит полковника Гуляева разрешить открыть огонь по старым координатам батальонов. Гуляев поначалу не разрешает: ведь если координаты изменились, то огонь батареи может накрыть своих. Но в то же время и он, и Кондратьев понимают, что дальнейшее промедление может стоить жизни последним оставшимся в живых бойцам батальонов. Кондратьев готов взять на себя всю ответственность за ошибку и открыть огонь без приказа, однако в последний момент Гуляев всё-таки отдаёт этот приказ. Батарея стреляет по старым координатам и помогает батальону Максимова у Белохатки. От батальона Бульбанюка остались лишь пятеро солдат и капитан Ермаков, который всё-таки выводит последних уцелевших к Днепру. Батарея Кондратьева, открыв огонь для поддержки батальонов, обнаружила себя перед противником и была уничтожена немецкой артиллерией, а сам Кондратьев получил ранение и был отправлен в госпиталь.
Сразу после возвращения в полк Ермаков является к полковнику Гуляеву, который уже не надеялся увидеть его живым, и требует доставить его к командиру дивизии Иверзеву. Приехав к комдиву, Ермаков в лицо ему говорит всё, что думает о нём, бросившем два батальона на смерть, и называет его «сухарём», которого больше не может «считать человеком и офицером». За оскорбление старшего по званию Ермакова арестовали, но под трибунал он всё же не попал. После успешного взятия Днепрова полковник Иверзев, который лично повёл людей в атаку, был ранен и на себе испытал, каково это командовать батальоном в бою, простил Ермакова и даже внёс его в список представленных к наградам, как и погибших Бульбанюка и Орлова. В конце концов Ермаков возвращается из-под ареста и на переправе встречает свою любимую женщину — медсестру Шуру из батареи Кондратьева. Молча, обнявшись, они идут по понтонному мосту через Днепр.

## В ролях
- Александр Збруев — командир батареи капитан Борис Ермаков
- Олег Ефремов — командир полка полковник Василий Матвеевич Гуляев
- Александр Галибин — командир батареи старший лейтенант Сергей Кондратьев
- Вадим Спиридонов — командир дивизии полковник Владимир Петрович Иверзев
- Игорь Скляр — ординарец Гуляева старший сержант Георгий Витьковский
- Николай Караченцов (в титрах Николай Караченцев) — начальник штаба батальона старший лейтенант Орлов
- Елена Попова — медсестра Шура
- Владимир Кашпур — командир батальона майор Бульбанюк
- Вячеслав Баранов — лейтенант Ерошин
- Борислав Брондуков — старшина Цыгичко
- Александр Феклистов — сержант Елютин
- Александр Абрамов — рядовой Скляр
- Вадим Андреев — рядовой Деревянко
- Владимир Скляров — рядовой Бобков
- Евгений Пашин — рядовой Лузанчиков
- Александр Панкратов-Чёрный — майор-интендант
- Юрий Дубровин — начальник железнодорожной станции майор Перов
- Геннадий Фролов — полковник Евгений Семёнович Алексеев, заместитель командира дивизии по политчасти
- Виктор Чеботарёв — майор Денисов
- Михаил Мокеев — лейтенант Катков
- Геннадий Корольков — майор Семынин
- Виктор Мирошниченко — начальник артиллерии дивизии
- Лариса Бобенко — хозяйка хаты
- Людмила Стоянова — Лидия Андреевна Иверзева, жена полковника Иверзева
- Ярослав Барышев
- Олег Буданков
- Лесь Сердюк — пулеметчик
- Владимир Талашко — командир 1-го батальона Стрельцов
- Иван Матвеев — солдат
- Юрий Мысенков — власовец
- Николай Сектименко — эпизод

## Съёмочная группа
- Режиссёры: Владимир Чеботарёв, Александр Боголюбов
- Авторы сценария: Юрий Бондарев, Александр Боголюбов
- Операторы: Элизбар Караваев, Роман Веселер
- Художники-постановщики: Николай Саушин, Анатолий Бурдо
- Композитор: Андрей Петров
- Текст песен: Михаил Матусовский
- Исполнение песен: Николай Караченцов
- Звукорежиссёр: Марк Бронштейн
- Государственный симфонический оркестр кинематографии
  - Дирижёр: Сергей Скрипка
- Монтаж: Евгения Андреева
- Военный консультант: Кириллов Анатолий Иванович, генерал-лейтенант танковых войск

## Отличия от романа
- Книга начинается с эпизода бомбардировки эшелонов со снарядами и танками на железнодорожной станции. Фильм начинается с выхода передовых батальонов к Днепру. С этой же разницей связан и следующие два пункта.
- На первом совещании по поводу батальонов Иверзев, узнав об уничтожении двух орудий Кондратьева, упрекает в позднем докладе начарта дивизии. В книге такого персонажа нет вовсе, а упрек адресован полковнику Гуляеву, который действительно не знал об утрате двух орудий, поскольку (по книге) был занят на горевшей станции. В фильме Гуляев не мог сослаться на пожар на станции, поскольку станция еще не была атакована.
- В фильме основная причина невозможности поддержки батальонов сведена к дефициту снарядов, вызванному внезапной бомбежкой станции уже после переправы и окружения батальонов. В книге тяжесть причины перенесена на необходимость перебазирования дивизии, а о дефиците снарядов было известно до операции батальонов (поскольку станция уже подверглась бомбежке).
- Слова Ермакова "Иногда на войне надо что-то делать самому" — прямая цитата из повести Бондарева "Последние залпы".
- В фильме Елютин — командир орудия батареи Кондратьева, по мирной профессии художник, постоянно что-то рисует; он тайно влюблён в медсестру Шуру и перед смертью признаётся ей в этом. В книге Елютин — по довоенной специальности часовой мастер, который всё время ремонтирует часы, а на фронте он всего лишь наводчик при орудии, тогда как командир орудия — сержант Кравчук, которого в фильме нет, и именно он в романе любит Шуру и признаётся ей в этом в аналогичной ситуации.
- В фильме добавлен эпизод: раненого Елютина (Кравчука) собираются переправлять через Днепр на плоту; пока плавсредство ещё не отошло от берега, рядовой Лузанчиков передаёт находящимся на нём солдатам папку с рисунками Елютина, а во время переправы в плот ударяет немецкий снаряд. Прямое попадание — и ни Елютина, ни его рисунков больше нет. В романе же о дальнейшей судьбе Кравчука ничего не известно, а Елютин погибает возле орудия.
- Фамилия Прошин (лейтенант, командир батареи артполка дивизии) в фильме заменена на Ерошин.
- В фильме не выведены братья-близнецы Березкины, заметные персонажи в книге, командиры орудий.
- В первоначальном варианте романа Ермакова отдали под суд военного трибунала со всеми вытекающими из этого последствиями, но позже Бондарев заменил этот исход конфликта более счастливой развязкой. Именно окончательный вариант романа и лёг в основу сценария фильма.

## Реставрация фильма
В 2020 году Гостелерадиофонд совместно с киностудией «Мосфильм» к 75-летию Победы в Великой Отечественной войны провели цифровую реставрацию фильма. Премьера реставрированной версии состоялась 9 мая на телеканале «Россия-1».